# National Basketball League 2012-2013
La National League Basketball 2012-2013 è stata la 35ª edizione della National Basketball League, la massima lega di basket australiana.

## Squadre partecipanti
- Adelaide 36ers
- Cairns Taipans
- Illawarra Hawks
- Melbourne United
- N.Z. Breakers
- Perth Wildcats
- Sydney Kings
- Townsv. Crocodiles

## Regular Season

### Classifica
|    | Squadra            | G  | V  | P  | PF    | PS    |
| -- | ------------------ | -- | -- | -- | ----- | ----- |
| 1. | N.Z. Breakers      | 28 | 24 | 4  | 2.296 | 2.070 |
| 2. | Perth Wildcats     | 28 | 22 | 6  | 2.195 | 1.885 |
| 3. | Illawarra Hawks    | 28 | 13 | 15 | 2.104 | 2.087 |
| 4. | Sydney Kings       | 28 | 12 | 16 | 2.102 | 2.222 |
| 5. | Melbourne United   | 28 | 12 | 16 | 2.092 | 2.163 |
| 6. | Cairns Taipans     | 28 | 11 | 17 | 2.074 | 2.137 |
| 7. | Townsv. Crocodiles | 28 | 10 | 18 | 2.063 | 2.242 |
| 8. | Adelaide 36ers     | 28 | 8  | 20 | 2.091 | 2.211 |

## Playoffs

### New Zealand - Sydney

#### Gara 1
| Auckland 28 marzo 2013 | N.Z. Breakers | 81 – 64 | Sydney Kings | Vector Arena (8.314 spett.) |

#### Gara 2
| Sydney 1° aprile 2013 | Sydney Kings | 88 – 99 | N.Z. Breakers | Sydney Entertainment Centre (4.908 spett.) |

### Perth - Wollongong

#### Gara 1
| Perth 28 marzo 2013 | Perth Wildcats | 93 – 65 | Illawarra Hawks | Perth Arena (10.904 spett.) |

#### Gara 2
| Wollongong 31 marzo 2013 | Illawarra Hawks | 81 – 85 | Perth Wildcats | WIN Entertainment Centre (3.026 spett.) |

### Finale

#### Gara 1
| Auckland 7 aprile 2013 | N.Z. Breakers | 79 – 67 | Perth Wildcats | Vector Arena (9.330 spett.) |

#### Gara 2
| Perth 12 aprile 2013 | Perth Wildcats | 66 – 70 | N.Z. Breakers | Perth Arena (13.527 spett.) |

## Vincitore
| Campioni NBL 2012-2013           |
| -------------------------------- |
| New Zealand Breakers (3º titolo) |

## Statistiche
| Categoria               | Giocatore        | Squadra              | Stat  |
| ----------------------- | ---------------- | -------------------- | ----- |
| Punti per gara          | Ben Madgen       | Sydney Kings         | 17,9  |
| Rimbalzi per gara       | Daniel Johnson   | Adelaide 36ers       | 8,1   |
| Assist per gara         | Cedric Jackson   | New Zealand Breakers | 7,1   |
| Palle rubate per gara   | Cedric Jackson   | New Zealand Breakers | 2,8   |
| Stoppate per gara       | Alex Pledger     | New Zealand Breakers | 1,4   |
| Percentuale dal campo   | Jeremiah Trueman | Perth Wildcats       | 63,4% |
| Percentuale da 3        | Oscar Forman     | Wollongong Hawks     | 47,7% |
| Percentuale tiri liberi | Ben Madgen       | Sydney Kings         | 85,6% |

## Premi
- NBL Most Valuable Player: Cedric Jackson, New Zealand Breakers
- NBL Defensive Player of the Year: Damian Martin, Perth Wildcats
- NBL Most Improved Player of the Year: Ben Madgen, Sydney Kings
- NBL 6th Man of the Year: Adris Deleon, Wollongong Hawks
- NBL Rookie of the Year: Cameron Gliddon, Cairns Taipans
- NBL Finals MVP: Cedric Jackson, New Zealand Breakers
- NBL Coach of the Year: Andrej Lemanis, New Zealand Breakers

- All-NBL First Team
  - Kevin Lisch, Perth Wildcats
  - Cedric Jackson, New Zealand Breakers
  - Ben Madgen, Sydney Kings
  - Seth Scott, Melbourne Tigers
  - Matt Knight, Perth Wildcats

- All-NBL Second Team
  - Gary Ervin, Townsville Crocodiles
  - Damian Martin, Perth Wildcats
  - Jonny Flynn, Melbourne Tigers
  - Mika Vukona, New Zealand Breakers
  - Daniel Johnson, Adelaide 36ers

- All-NBL Third Team
  - Jamar Wilson, Cairns Taipans
  - Adam Gibson, Adelaide 36ers
  - Thomas Abercrombie, New Zealand Breakers
  - Shawn Redhage, Perth Wildcats
  - Ian Crosswhite, Sydney Kings